# 矮茎囊瓣芹
矮茎囊瓣芹（学名：Pternopetalum longicaule var. humile）为伞形科囊瓣芹属长茎囊瓣芹的变种。分布在中国大陆的陕西、甘肃、四川等地，生长于海拔1,900米至3,700米的地区，多生在林下及草丛中，目前尚未由人工引种栽培。